# Manuel García y Rodríguez
Manuel García y Rodríguez – hiszpański malarz i ilustrator pochodzący z Andaluzji. Jego dzieła odzwierciedlają życie codzienne i krajobraz tego regionu, a w szczególności Sewilli i Alcalá de Guadaira oraz rzeki Gwadalkiwir.
Uczył się początkowo u José de la Vega Marrugal, później wstąpił do Akademii Sztuk Pięknych w Sewillii. Jego nauczycielami byli Eduardo Cano, Manuel Wssel de Guimbarda i Emilio Sánchez Perrier. Wielokrotnie brał udział w prestiżowej Krajowej Wystawie Sztuk Pięknych, na której w 1887 otrzymał III medal, a w latach 1890 i 1895 II medale. Jego dzieła można oglądać w Muzeum Sztuk Pięknych w Sewilli.